# Aquaviva
Aquaviva (łac. Aquavivensis, wł. Acquaviva) – stolica historycznej diecezji w Italii istniejącej w czasach rzymskich. 
Współczesne miasto Nerola w prowincji Rzym we Włoszech. Obecnie katolickie biskupstwo tytularne ustanowione w 1968 przez papieża Pawła VI. 

## Biskupi tytularni
| Lp. | Biskup                 | Funkcja                                          | Od                | Do               |
| --- | ---------------------- | ------------------------------------------------ | ----------------- | ---------------- |
| 1   | Vicente Faustino Zazpe | arcybiskup koadiutor Santa Fe (Argentyna)        | 3 sierpnia 1968   | 13 sierpnia 1969 |
| 2   | Federico Limon         | arcybiskup koadiutor Lingayen-Dagupan (Filipiny) | 7 stycznia 1972   | 7 lutego 1973    |
| 3   | Luigi Rovigatti        | biskup pomocniczy diecezji rzymskiej (Włochy)    | 10 lutego 1973    | 13 stycznia 1975 |
| 4   | Giovanni De Andrea     | nuncjusz apostolski urzędnik Kurii Rzymskiej     | 14 kwietnia 1975  | 19 stycznia 2012 |
| 5   | Fortunatus Nwachukwu   | nuncjusz apostolski                              | 12 listopada 2012 |                  |